# ARM Cortex-A53
ARM Cortex-A53 — суперскалярний мікропроцесор компанії ARM Holdings. Один з перших мікропроцесорів, що відповідав 64-бітній архітектурі ARMv8-A.
Процесор забезпечує баланс між продуктивністю і споживаною потужністю[джерело?], виконує як 64-розрядний, так і 32-розрядний код (сумісний з архітектурою ARMv7-A). Cortex-A53 забезпечує вищу продуктивність у порівнянні з 32-бітним процесором Cortex-A7 і може використовуватись у пристроях з автономним живленням. 
Архітектура Cortex-A53 широко використовується у 64-бітних мобільних процесорах Qualcomm Snapdragon, MediaTek, Samsung Exynos, HiSilicon Kirin, Allwinner, Broadcom, Freescale i.MX, Rockchip та ін.
Зокрема, застосовується на платформі Raspberry Pi версій 2v1.2, 3 та 3+. 24-ядерний процесор SynQuacer E-Series SC2A11 розробки Socionext є основою комп'ютерної системи «Developerbox» (спільне виробництво Linaro і Gigabyte).